# Raoul Dutheil
Raoul Dutheil (* 13. Dezember 1901 im heutigen Algerien; † unbekannt) war ein französischer Fußballspieler und -trainer.

## Vereinskarriere
Der Stürmer Dutheil stammte aus dem damals unter französischer Herrschaft stehenden Algerien und kam im Jugendalter ins französische Mutterland, wo er ab 1923 unter Amateurbedingungen für den Fußballklub Racing Strasbourg auflief. Der Spieler, der bevorzugt auf dem rechten Flügel zum Einsatz kam, verfolgte parallel eine Karriere als Berufssoldat. Als solcher gehörte er einem Regiment an, in dem sich auch mehrere seiner Teamkameraden aus der Fußballmannschaft befanden. 1928 wechselte er zur AS Cannes und gehörte damit einer Mannschaft an, die im nationalen Pokal regelmäßig zu den besten des Landes zählte. Es gelang der Einzug ins Pokalendspiel 1932 und Dutheil stand auf dem Platz, als sein Team mit einem 1:0-Sieg gegen den RC Roubaix die Trophäe gewann. 
Im Jahr des Pokalerfolgs zählte Cannes zu den zwanzig Vereinen, die mit der Division 1 eine landesweite Profiliga begründeten. Dutheil stand auf dem Platz, als seine Mannschaft am 11. September 1932 mit einem 5:5-Unentschieden gegen den SC Fives in den Wettbewerb startete, büßte einige Zeit darauf jedoch seinen Stammplatz ein. Cannes erreichte das Finale um die Meisterschaft, das einzig im Eröffnungsjahr der Liga ausgetragen wurde, war an diesem Endspiel aber nicht beteiligt und musste eine 3:4-Niederlage seiner Teamkameraden hinnehmen. In der nachfolgenden Spielzeit spielte er kaum noch eine Rolle, was zu seinem Karriereende führte; bis dahin hatte er zu Profizeiten mindestens zwölf Erstligapartien bestritten.

## Trainerkarriere
Während der Saison 1936/37 trug Dutheil die Trainerverantwortung beim Erstligisten FC Antibes. In der nachfolgenden Spielzeit führte er dieselbe Funktion beim Zweitligisten FC Toulouse aus. Mit dem ES Troyes AC trainierte er von 1943 bis 1944 einen weiteren namhaften Verein, auch wenn der Spielbetrieb zur damaligen Zeit bedingt durch den Zweiten Weltkrieg nur inoffiziell fortgeführt wurde.

## Nationalmannschaft
Dutheil kam am 14. April 1929 bei einer 1:8-Niederlage gegen Spanien zu seinem Debüt für die französische Nationalelf kam. Das Freundschaftsspiel, bei dem er selbst kein Tor erzielen konnte, blieb das einzige Länderspiel, das er bestreiten durfte.